# Ein seltsames Paar
Ein seltsames Paar (The Odd Couple) ist eine US-amerikanische Filmkomödie von Gene Saks aus dem Jahr 1968, basierend auf dem gleichnamigen Bühnenstück von Neil Simon, dessen Drehbuch 1969 für den Oscar nominiert war. Das „seltsame Paar“ – zwei von ihren Frauen verlassene Männer, die beschließen zusammenzuziehen – wird verkörpert von dem Komikerduo Jack Lemmon und Walter Matthau.

## Handlung
Felix Ungar, ein New Yorker um die 40, checkt in einem billigen Hotel ein und verlangt nach einem Zimmer möglichst weit oben. Seine Frau hat sich nach zwölf Jahren Ehe von ihm getrennt, nun will er sich umbringen. Beim vergeblichen Versuch, das festsitzende Fenster zu öffnen, zerrt er sich den Rücken. Während er weiter durch die Stadt irrt auf der Suche nach einer zweiten „Chance“, bringen seine fünf besorgten Freunde, die ihre wöchentliche Pokerrunde bereits gestartet haben, in Erfahrung, was er vorhat. Als er dann bei ihnen auftaucht, spielen sie die Ahnungslosen, halten aber nur so lange durch, bis er in Tränen ausbricht, und fallen regelrecht über ihn her mit ihrer Anteilnahme. Schließlich beruhigen sich alle, und der Hausherr Oscar Madison, der selbst seit einem halben Jahr getrennt von Frau und Kindern lebt, bietet Felix an, bei ihm einzuziehen.
Beide arbeiten fürs Fernsehen (Oscar als Sportreporter, Felix als Nachrichtenschreiber) – ihr Naturell aber könnte kaum gegensätzlicher sein. Oscar ist ein Charmeur und Hedonist, der unbekümmert in den Tag hinein lebt, am liebsten auswärts isst und seine 8-Zimmer-Wohnung derweil verlottern lässt, insbesondere die Küche. Felix hingegen ist ein Hypochonder, der sich für einen Pechvogel hält, ein Kontroll- und Ordnungsfreak, der unaufhörlich putzt, plant und spart und vor der nächsten Pokerrunde sogar die Karten desinfiziert. Die beiden unfreiwilligen Junggesellen könnten sich prächtig ergänzen und tun es ein Stück weit auch: Oscar bemüht sich, Felix’ Anspannung zu lösen; der wiederum bekocht den liebenswerten Liederjan und sorgt so dafür, dass Oscar endlich einmal den Unterhalt pünktlich überweist. Sein Ordnungs- und Reinlichkeitsfimmel artet aber bald schon in Terror aus. Die Situation eskaliert, als Oscar die Erfüllung seines sehnlichsten Wunsches in greifbarer Nähe wähnt...
Im Fahrstuhl hat er zwei Frauen angebaggert und daraufhin Felix überredet, sich auf ein Rendezvous zu viert einzulassen. Der hat durchgesetzt, wie üblich selbst zu kochen, und empfängt nun den etwas verspätet heimkehrenden Oscar mit eisigem Schweigen; der „Fleischauflauf“ sei kaum noch zu retten. Die beiden Engländerinnen erscheinen – zwei Schwestern, die eine geschieden, die andere verwitwet –, und während Oscar die Drinks mixt, manövriert sich Felix, unfähig zum lockeren Smalltalk, wieder in eins seiner melancholischen Tiefs und bricht in Tränen aus, als er über das Verlorene klagt: Frau, Kinder, Wohnung. Gerührt stimmen die Schwestern in sein Weinen ein und laden die beiden Männer, in Anbetracht des verkohlten „Fleischauflaufs“, zum sofortigen Gegenbesuch in ihre Wohnung ein. Oscar ist begeistert. Und im nächsten Moment völlig entgeistert, als Felix sich weigert mitzukommen; auch das Argument, dass er mit seiner Larmoyanz der ungleich chancenreichere Kandidat sei, zieht nicht.
Am Tag darauf ist es Oscar, der sich in eisiges Schweigen hüllt. Immerhin musste er die Nacht damit zubringen, Tee zu trinken und den Frauen Felix’ Lebensgeschichte zu erzählen. Das sei der absolute Tiefpunkt ihrer dreiwöchigen Liaison, hält er Felix vor, als dieser ihn zur Rede stellt. Doch es geht noch „tiefer“: Als ihn der pedantische Felix gleich darauf – ohne böse Absicht, aus reiner Gewohnheit – schon wieder bei einer „Ordnungswidrigkeit“ ertappt, rastet Oscar aus und jagt ihn durchs Treppenhaus bis auf die Dachterrasse. Dort kündigt er ihm „Ehe“ und Wohnung. Felix kontert mit dem Vorwurf, damit sei er verantwortlich für alles, was mit ihm nun geschehe – und verschwindet. Oscar bereut und sucht mithilfe der Freunde nach ihm, vergeblich. Zurück in der Wohnung, steht eine der Schwestern vor der Tür und verlangt nach den restlichen Sachen von Felix, ihrem neuen Mitbewohner. Der erscheint bald darauf persönlich, entspannt und gutgelaunt. Er befreit Oscar von seinem „Fluch“ und verabschiedet sich von der Freundesrunde mit dem Versprechen, beim nächsten Pokern wieder dabei zu sein. Oscar seinerseits entdeckt eine nachlässig entsorgte Zigarette und mahnt die Herren zur Ordnung – dies sei „eine Wohnung und kein Schweinestall“.

## Hintergrund
Ein seltsames Paar war ursprünglich eine Broadwayshow unter der Regie von Mike Nichols, ab 1965 zunächst mit Walter Matthau als Oscar und Art Carney als Felix. Jack Klugman spielte später die Figur Oscar und übernahm diesen Part auch in der späteren Fernsehserie.
Die Fink-Schwestern Cecily und Gwendolyn heißen im Original mit Nachnamen Pigeon (zu deutsch Taube); ihre Darstellerinnen Monica Evans (* 1940) und Carole Shelley (1939–2018) haben ihre Rolle sowohl in der originalen Broadway-Produktion als auch in der Fernsehserie der siebziger Jahre gespielt.

## Spätere Versionen und Fortsetzung
Ab Herbst 1970 wurde die unter der Leitung von Garry Marshall entstandene Fernsehserie, in der Tony Randall Felix Unger und Jack Klugman Oscar Madison spielte, ausgestrahlt. Als Titelmusik wurde dafür ebenfalls Neal Heftis Thema aus dem Kinofilm verwendet. Die Serie, die 114 Episoden in fünf Staffeln umfasst, lief von September 1970 bis Juli 1975. Im deutschen Fernsehen wurde sie unter dem Titel Männerwirtschaft gesendet.
1980 produzierte das ZDF eine sechsteilige Serie mit dem Titel Felix und Oskar. Heinz Baumann spielte den Oskar, Horst Bollmann den Felix. 1991 drehte Michael Günther für die ARD Ein seltsames Paar mit Harald Juhnke als Oscar und Eddi Arent als Felix.
Im Jahr 1998 kam der Nachfolger Immer noch ein seltsames Paar mit der klassischen Besetzung (Jack Lemmon und Walter Matthau) in die Kinos.
2002 wurde das Bühnenstück in einer von Neil Simon überarbeiteten und leicht aktualisierten Version als Oscar and Felix: A New Look at the Odd Couple in Los Angeles, 2005 bis 2006 am Broadway aufgeführt. Ab Dezember 2011 wurde diese Fassung in deutscher Sprache in Essen im Theater im Rathaus mit den Fernsehstars Leonard Lansink und Heinrich Schafmeister aufgeführt. Später ging diese Produktion auf Tournee durch Deutschland.
2003 adaptierte Doris Dörrie den Stoff mit Heiner Lauterbach und Uwe Ochsenknecht in den Hauptrollen für das ZDF.
Das Stück wurde 2005 von Manfred Brümmer und Rolf Petersen unter dem Titel Een snurrig Poor ins Plattdeutsche übertragen und vom 12. November 2005 bis zum 7. Januar 2006 im Ohnsorg-Theater mit Manfred Bettinger und Till Huster in den Titelrollen aufgeführt.
Die von 2015 bis 2017 in drei Staffeln mit insgesamt 38 Episoden ausgestrahlte Serie The Odd Couple basiert ebenfalls auf dem zugrunde liegenden Stoff.

## Auszeichnungen (Auswahl)
Der Film wurde 1968 mit dem Laurel Award für die beste Komödie ausgezeichnet. Das Drehbuch erhielt den Preis der Writers Guild of America.
Außerdem waren Jack Lemmon und Walter Matthau für den Golden Globe als beste Hauptdarsteller (Komödie/Musical) nominiert. In den Kategorien Bester Schnitt und Bestes adaptiertes Drehbuch war die Produktion 1969 für den Oscar nominiert.

## Kritiken
„An Situationskomik reiche Komödie nach einem erfolgreichen Boulevard-Stück; zwar recht theaterhaft inszeniert, von Jack Lemmon und Walter Matthau aber bravourös gespielt.“

„Trotz einigen Leerlaufs als muntere, unbeschwerte und publikumswirksame Filmkomödie ab 12 zu empfehlen.“

„Nach dem gefeierten Theaterstück von Neil Simon drehte Gene Saks diese umwerfende Komödie, der in den Siebzigern eine TV-Serie mit Tony Randall und Jack Klugman folgte. Die Dauer-Partner Jack Lemmon und Walter Matthau erwiesen sich schon in Billy Wilders ‚Der Glückspilz‘ (1965) als perfekt-komisches Duo. [...] Neil Simon erhielt für sein Drehbuch zu Recht eine Oscar-Nominierung. 1998 folgte mit ‚Immer noch ein seltsames Paar‘ ein Sequal der gelungenen Farce – wieder mit Matthau und Lemmon in den Hauptrollen –, das jedoch nicht an die Qualität und den Witz des Originals heran reicht.“